# Маннаи, Андреа
Андреа Маннаи (итал. Andrea Mannai, род. 2 мая 1963, Quartu Sant'Elena, Италия) — итальянский профессиональный боксёр, двукратный призёр чемпионата Европы.